# Cortes d'Arenós
Cortes d'Arenós (en castellà i oficialment Cortes de Arenoso) és un municipi valencià de la comarca de l'Alt Millars, a la província de Castelló.

## Geografia
Les altituds destacades del terme són el Còria (1.329 m) i el Cabezo de las Cruces (1.704 m). Existixen extenses pinades i rebollars, en què destaca un arbre monumental anomenat el Rebollo (o El Abuelo), un roure reboll de més de 700 anys d'antiguitat, que és el més vell d'Espanya. També hi han repartides pel terme diverses fonts, com ara la de la Teja, la de los Berros i la de Collara.
Limita amb els de La Pobla d'Arenós, Montanejos, Aranyel, Sucaina i Vilafermosa.

## Història
Encara que el seu passat prehistòric no està prou investigat, és evident la presència humana des de temps dels ibers. D'origen en un alqueria musulmana, fon conquistat per Jaume I (1208-1276), el qual va confirmar com a senyor de la Baronia d'Arenós —formada per Cortes d'Arenós, la Pobla d'Arenós, Camps d'Arenós i altres poblacions— el rei moro de València, Zayd Abu Zayd, convertit ja al cristianisme amb el nom de Vicent Bellvís i casat amb Maria Ferrandis, qui va cedir-lo a sa filla, Alda Ferrandis, casada amb Blasco Eiximén, qui afegí Arenós al seu nom. Després va pertànyer a Ximén Pérez de Tarazona, al seu fill Blasco, a Gonçal Ximénez i a Pere Jordan. En 1318 se segrega de la Baronia; continua passant per diversos senyorius, entre els quals hi ha els ducs de Gandia i la mateixa Corona. L'any 1471 Joan II (1398-1479) crea per a son fill Alfons el ducat de Vilafermosa que inclou el senyoriu d'Arenós i, per tant Cortes d'Arenós. Des del segle xvii pertanyé als Urrea, dels quals l'heretaria el comte d'Aranda.
En la Primera Guerra Carlina el vigent senyor del lloc, Pere Gómez Guillén, pren partit per Isabel II (1830-1904) però no pot evitar la caiguda del poble i de les altres localitats de la comarca després de la batalla del Mas d'Arnau. En 1875, durant la tercera carlinada, el poble fon envaït pels carlins durant un llarg període fins que foren expulsats per les tropes lleials a la reina el 18 de maig de 1876. Eixes vicissituds deixaren el poble afonat econòmicament; però el fet més trist de la història del lloc esdevingué en novembre de 1965, quan un terratrèmol provocà clevills en diversos edificis; i dies després un temporal de pluja agreujà la situació. Tot plegat, sumat a l'acció de la dinamita emprada en les obres dels albellons, provocà la decisió municipal de considerar el desallotjament (en molts casos per la força) i el derroc de 69 cases. Així, més de 250 persones hagueren d'emigrar, fet que provocà un afonament a tots els nivells: econòmic, demogràfic, psicològic..., del qual a penes s'ha recuperat (açò es reflectix, per exemple, en el seu baix nombre d'habitants, el qual no arriba ni tan sols a 500).

## Demografia
| 1990 | 1992 | 1994 | 1996 | 1998 | 2000 | 2002 | 2004 | 2005 | 2006 | 2013 |
| ---- | ---- | ---- | ---- | ---- | ---- | ---- | ---- | ---- | ---- | ---- |
| 425  | 425  | 424  | 411  | 410  | 406  | 370  | 392  | 413  | 407  | 327  |

## Economia
Tradicionalment els veïns de Cortes han viscut de l'agricultura, però la seua economia s'ha vist dinamitzada els darrers anys per la creació de l'empresa Aguas de Cortes, que comercialitza una excel·lent aigua mineral i al voltant de la qual gira tota l'activitat del poble. L'activitat artesanal encara conserva tallers de cuiro, fusteria, ceràmica i vimen.

## Política i govern

### Alcaldia
Des de 2019 l'alcalde de Cortes és Rafael García Jiménez, de Vecinos de Cortes y San Vicente (VCSVT) que van obtindre l'alcaldia gràcies a un pacte amb el Partit Popular (PP).
| Període                       | Alcalde o alcaldessa                    | Partit polític | Data de possessió     | Observacions               |
| ----------------------------- | --------------------------------------- | -------------- | --------------------- | -------------------------- |
| 1979–1983                     | Vicente Catalán Catalán                 | UCD            | 19/04/1979            | --                         |
| 1983–1987                     | Vicente Catalán Catalán                 | AP-PDP-UL-UV   | 28/05/1983            | --                         |
| 1987–1991                     | José Mata Sánchez                       | PSPV-PSOE      | 30/06/1987            | --                         |
| 1991–1995                     | José Mata Sánchez                       | PSPV-PSOE      | 15/06/1991            | --                         |
| 1995–1999                     | José Mata Sánchez                       | PSPV-PSOE      | 17/06/1995            | --                         |
| 1999–2003                     | José Mata Sánchez                       | PSPV-PSOE      | 03/07/1999            | --                         |
| 2003–2007                     | José Mata Sánchez Trinidad Bravo García | PSPV-PSOE GM   | 14/06/2003 30/03/2005 | Moció de censura Trànsfuga |
| 2007–2011                     | Marcos Mata Pedro                       | PSPV-PSOE      | 16/06/2007            | --                         |
| 2011–2015                     | Javier Vilau Hidalgo                    | PSPV-PSOE      | 11/06/2011            | --                         |
| 2015–2019                     | Javier Vilau Hidalgo                    | PSPV-PSOE      | 13/06/2015            | --                         |
| 2019-2023                     | Rafael García Jiménez                   | VCSVT          | 15/06/2019            | --                         |
| Des de 2023                   | n/d                                     | n/d            | 17/06/2023            | --                         |
| Fonts: Generalitat Valenciana |                                         |                |                       |                            |

### Eleccions municipals de 2015
| Candidatura | Candidatura                               | Cap de llista            | Vots | Regidors | % vots |
| ----------- | ----------------------------------------- | ------------------------ | ---- | -------- | ------ |
|             | Partit Socialista del País Valencià       | Javier Vilau Hidalgo     | 126  | 4        | 55.26  |
|             | Partit Popular de la Comunitat Valenciana | Javier Catalán Guillamón | 82   | 3        | 35.96  |
|             | Compromiso por Cortes                     | Salvador Gallur Martí    | 16   | 0        | 7.02   |
| Total       | Total                                     | 233                      | 233  | 7        |        |

## Monuments

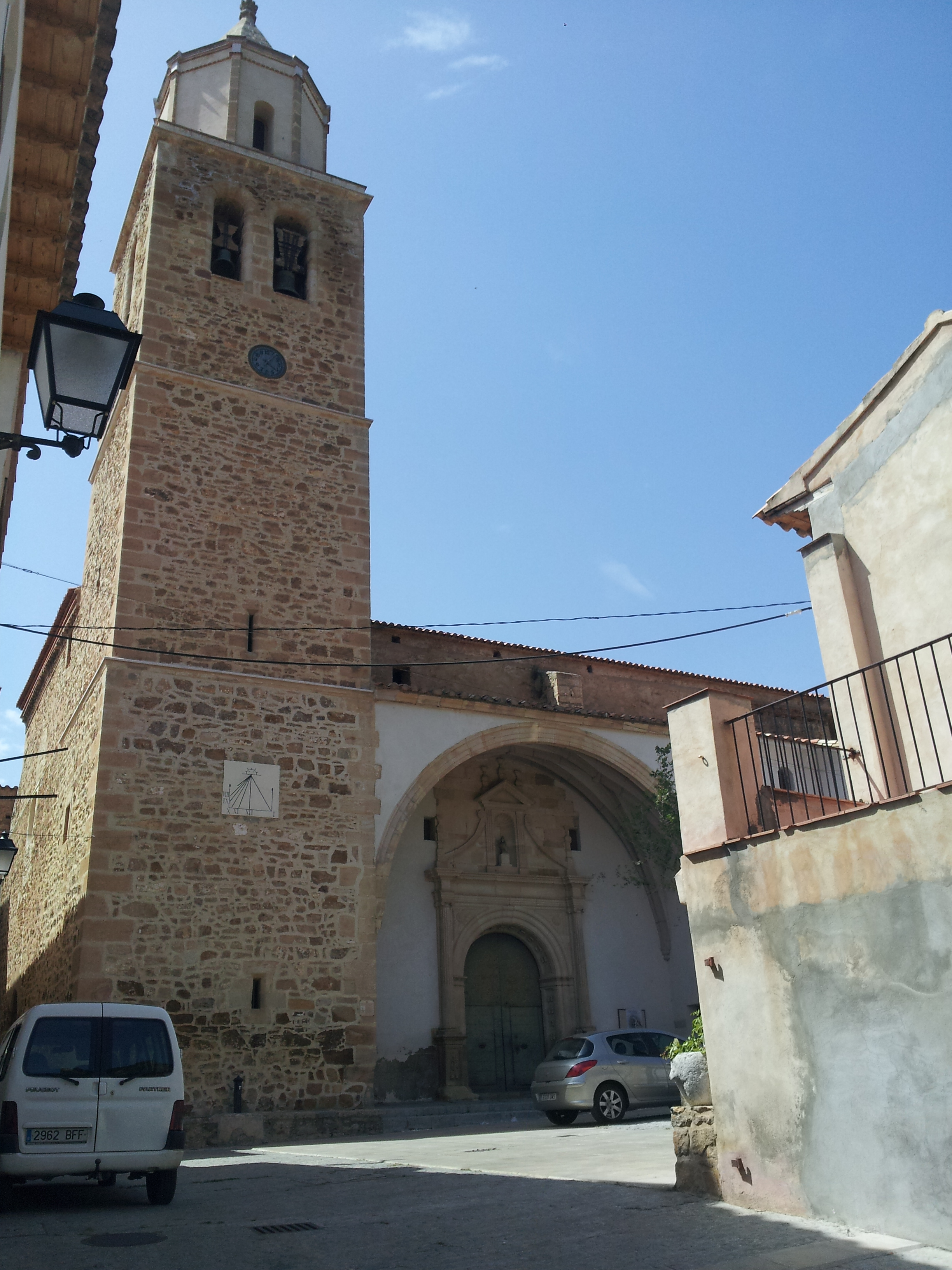
Església de Cortes.

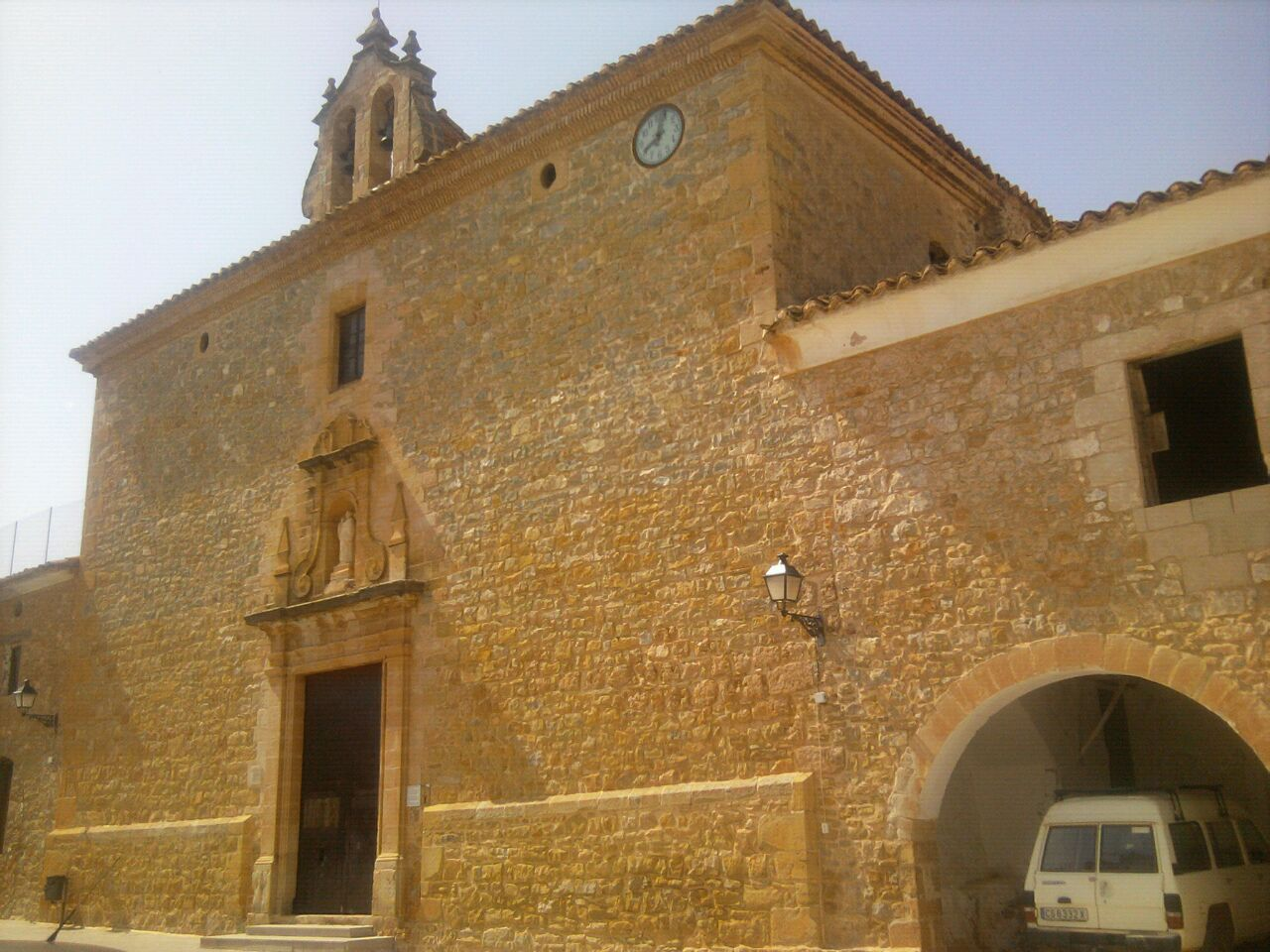
Església de Sant Vicent.

- Ermita de Sant Blai. Del segle xv. De planta rectangular i entrada lateral. La gent hi acudix en romeria en el mes d'agost.
- Ermita de Sant Cristòfol.
- Ermita de Santa Bàrbara. Del segle xiii.
- Església de Nostra Senyora dels Àngels. Dels segles XIV-XVI. D'estil barroc, es va finalitzar en 1585. Posseïx diverses talles i retaules d'interés, entre els quals destaca la taula gòtica de les Ànimes o Missa de Sant Gregori, i la imatge de la Verge del Rosari. Disposa d'una nau amb capelles laterals entre contraforts i absis de tres costats, es cobrix amb volta de creueria estavellada, amb terceletes i lligams, sent més complicada la del presbiteri. La portada principal, lateral, davall de l'ampli arc de mig punt i coberta de creueria, és del tipus retaule i apareix datada en 1585. Posseïx una altra porta, més senzilla. L'orgue és de 1775, obra de Martín Usarla, del qual en queden algunes restes.
- Església de Sant Vicent Ferrer. Dels segles xvii i xviii. L'existència d'una ermita dedicada a Sant Vicent Ferrer consta almenys des de 1607 que es fa algun llegat per a la construcció. En el segle xviii es construïx el nou temple i edificis adjunts amb zones porticades, amb un cert aire de santuari i amb dependències adjuntes. Conserva pintures atribuïdes a Josep Vergara, si bé s'afirma que hi contribuí Josep Oliet. Els retaules de Sant Vicent Ferrer, de Sant Miquel i de la Verge del Remei van ser realitzats per Cristòfol Maurat en 1795. Es troba a la pedania de Sant Vicent.
- Panells ceràmics. Dispersos pels nuclis de Cortes i Sant Vicent, es reconeix com el conjunt més ric i significatiu de la comarca. Es tracta d'uns panells decoratius i amb motius religiosos.
- Peiró de Sant Isidre. Creu gòtica a la qual s'acudix en romeria el 15 de maig, amb benedicció i repartiment de banderetes.
- Casa del marqués del Real Agrado. Del segle xviii. Edifici de tres altures de frontera senzilla, sense ornamentació. Balconades en planta primera i segona i xicotetes finestres davall de coberta. La frontera està esquerdejada i pintada de blanc, excepte el cantó que és de carreus vists.
- Llavadors. Un està situat a l'entrada del municipi en el paratge conegut com a la font del Pilar compta amb un petit parc amb jocs infantils. L'altre, situat en el nucli urbà, va ser restaurat en 1998 per l'Escola Taller. En el seu interior s'ha realitzat un homenatge a totes les fonts del municipi.
- Caserius del Cerrito. Barri separat del llogaret de Sant Vicent, unit per una costera. La curiositat és que la majoria del conjunt està construït en pedra seca. Declarat nucli històric i d'Interés Singular.
- Portal carrer Ferreries. Del segle xvii.
- Racó del Portal. Del segle xviii. Antiga entrada del poble. Pòrtic amb sostre amb estructura de fusta situat entre l'església i un habitatge particular.
- Pont romà.

## Llocs d'interés
- El Abuelo. Roure reboll de més de 700 anys d'antiguitat.[2]

## Festes i celebracions
- Sant Antoni. Se celebra el 20 de gener.
- Carnestoltes. Se celebra l'1 de febrer.
- Sant Vicent. Se celebra la segona setmana d'abril al llogaret de Sant Vicent.
- Sant Isidre. Se celebra el 15 de maig amb balls, bous al carrer i actes religiosos.
- Festes patronals. Se celebra el cap de setmana més pròxim al 15 d'agost.
- Verge del Roser. Se celebra el 7 d'octubre.